# 박트리아-마르기아나 고고학적 복합체
박트리아-마르기아나 고고학적 복합체(Bactria-Margiana Archaeological Complex; BMAC)는 오늘날의 아프가니스탄 북부와 투르크메니스탄에 존재했던 청동기 시대의 문화이다. 고고학자 빅토르 사리아니디(Victor Sarianidi)가 발견하고 이름을 붙였다(1976년 발표). 박트리아는 아프가니스탄 북부 아무다리야강 유역을 이르는 그리스어 지명이며, 마르기아나는 투르크메니스탄에 위치한 아케메네스조 페르시아 제국의 마르구시 주(주도는 메르브)의 그리스어 이름이다.

## 소개
박트리아 마르기아나 문화는 1970년대 후반 사리아니디가 당시 소련에서 주관한 발굴로 그 모습을 드러내기 시작했다. 델바르진(Delbarjin), 다실리 오아시스(Dashly Oasis), 토홀로크 21(Toholok 21), 고누르(Gonur), 켈렐리(Kelleli), 사펠리(Sapelli), 자르쿠탄(Djarkutan) 등 많은 발굴지에서 대형 건축물이 발견되었다. 이들은 성벽과 성문으로 둘러싸여 있었다. 박트리아 마르기아나에 대한 보고는 거의 대부분 소련 학술지에 국한되어 소련 말기까지 서방에서는 거의 잘 알려지지 않았다.
방사성 탄소 연대측정(→ 고고학)결과에 따라 박트리아 마르기아나 문화는 기원전 약 3 천 년기의 마지막 세기(21세기)에서부터 2 천 년기의 초까지 존재했던 것으로 생각된다.
박트리아 마르기아나의 기원에는 학계의 의견이 모아지지 않고 있다. 또 그 쇠퇴 원인 역시 알려지지 않았다. 박트리아 마르기아나의 독특한 유적과 유물은 처음 나타나기 시작한 몇 세기 후 자취를 감춘다.
박트리아 마르기아나 문화의 지리적 범위는 꽤 넓어서 이란 남동부, 발루치스탄, 아프가니스탄에서 그 유적이 발견된다. 고고학 조사가 거의 이루어지지 않은 발루키스탄과 아프가니스탄이 이 문화의 심장부일 가능성도 제기된 바 있다(Lamberg-Karlovsky 참조).
도장을 비롯한 박트리아 마르기아나 유물이 인더스 문명의 유적과 이란고원, 페르시아만 지역에서도 발견되고 있다.

## 새로운 문명
박트리아 마르기아나의 주민들은 밀과 보리를 수리 재배(irrigation farming)하는 정착인들이었다. 북쪽 스텝 지방의 안드로노보 문화의 유목민들과도 교류가 있었던 것으로 보인다. 박트리아 마르기아나의 인상적인 거대 건축 기술, 청동기 도구, 도자기, 반보석 장신구 등은 당시 어느 문명과 비교해도 손색이 없을 정도이다(→ 세계 문명사).
2001년 투르크메니스탄에 있는 박트리아 마르기아나 유적지에서 조그만 석제 도장이 발견되었는데 거기에는 독특한 형상이 새겨져 있었다. 학자들은 이를 문자로 해석해 박트리아 마르기아나는 독특한 문자까지 발달시킨 명실상부한 문명으로 취급해야 한다고 주장했다. 하지만 새겨진 형상이 초기 그림 문자 단계인지 아니면 진짜 문자체계의 발달을 나타내는지는 아직 확실하지 않다. 하지만 박트리아 마르기아나의 도장은 시리아-아나톨리아 지역, 메소포타미아, 페르시아만 지역, 인더스 문명의 도장과는 기조(基調)와 재료에서조차 구별되기 때문에 이들이 독특한 문화를 이루었다는 것을 알려준다.

## 인도이란인과의 연관성
박트리아 마르기아나의 주민이 인도이란인이었다는 가설로 주목을 받고 있다. 언어학에서 인도이란어파는 인도유럽어족 중에서도 큰 어파 중 하나로 현재 이란에서 사용되는 페르시아어, 인도에서 사용되는 힌디어 등 여러 언어 집단의 조상이다. 인도유럽조어를 사용하던 원시 인도유럽인에서 분화되어 동쪽으로 간 집단이 인도이란어파계열의 언어를 사용하는 인도이란인이라는 것이다. 사리아니디 자신도 박트리아 마르기아나인들이 인도이란인들이라는 주장을 하며 많은 유적과 유물을 조로아스터교의 모체가 되는 종교 의례의 흔적으로 해석하기까지 하였다. 예를 들어 일부 건물들은 원(原)조로아스터교의 신전으로 해석하고 있다.

### 기층 언어 가설
미하엘 비첼, 알렉산드르 루보츠키 등에 의해 주장된 바, 원시 인도이란어(베다 산스크리트어)에서 발견되는 농경, 건축 등과 연관된 일부 특징적인 어휘들이 인도유럽어족이 아닌 기층 언어에서 유래한 것일 수 있으며, 이 기층 언어의 정체가 BMAC의 원래 언어일 가능성이 있다.

## 같이 보기
- 인드라
- 자라투스트라

## 참고 문헌
- Sarianidi, V. I. 1976. "Issledovanija pamjatnikov Dashlyiskogo Oazisa," in Drevnii Baktria, vol. 1. Moscow: Akademia Nauk.
- Lamberg-Karlovsky, C. C. 2002. "Archaeology and Language: The Indo-Iranians," in Current Anthropology, vol. 43, no. 1, Feb. Chicago: Univ. of Chicago